# Hertogdom Saksen-Gotha (1826-1918)
Het hertogdom Saksen-Gotha (Duits: Herzogtum Sachsen-Gotha) was van 1826 tot 1918 een officieel zelfstandig hertogdom binnen het dubbelhertogdom Saksen-Coburg en Gotha. Het was een van de Ernestijnse hertogdommen in Thüringen. 
Tot 1825 was het gebied rond Gotha een onderdeel van het hertogdom Saksen-Gotha-Altenburg. Toen in dat jaar Saksen-Gotha-Altenburg uitstierf, ontstond er een conflict over de erfenis tussen de drie nog bestaande linies van de Ernestijnse tak van het Huis Wettin. Koning Frederik August I van Saksen hakte in 1826 de knoop door. Hertog Ernst van Saksen-Coburg-Saalfeld stond Saalfeld en Themar af aan Saksen-Meiningen, en kreeg in ruil hiervoor Saksen-Gotha en de steden Königsberg en Sonnefeld.
Saksen-Coburg en Saksen-Gotha werden sindsdien als Saksen-Coburg en Gotha in personele unie bestuurd. Coburg was binnen dit dubbelhertogdom formeel een zelfstandige staat met een eigen landdag en eigen financiën. In 1871 trad het toe tot het Duitse Keizerrijk. In de Bondsraad daarvan moesten beide hertogdommen echter één stem delen. Na de val van de monarchie in de Novemberrevolutie van 1918 viel Saksen-Coburg en Gotha uiteen in de vrijstaten Coburg en Gotha. Gotha sloot zich na een referendum in 1920 aan bij Thuringen.

## Hertogen

### Personele unie met Saksen-Gotha (1826-1918)
- 1826-1844: Ernst I (1784-1844), zoon van Frans van Saksen-Coburg-Saalfeld
- 1844-1893: Ernst II (1818-1893), zoon van Ernst I van Saksen-Coburg en Gotha
- 1893-1900: Alfred (1844-1900), zoon van Albert van Saksen-Coburg en Gotha
  - 1900-1905: Ernst zu Hohenlohe-Langenburg (regent)
- 1900-1918: Karel Eduard (1884-1954), zoon van Leopold van Saksen-Coburg en Gotha